# Mionictis
Mionictis — вимерлий рід хижих, що знайдений у таких країнах: Китай, Франція, Саудівська Аравія, Сербія і Чорногорія, США (22 колекції). Рід містить такі види: Mionictis angustidens, Mionictis artenensis, Mionictis dubia, Mionictis elegans, Mionictis incertus, Mionictis letifer, Mionictis pristinus.